# Birgitte Hanel
Birgitte Hanel, née le 25 avril 1954, est une rameuse d'aviron danoise.

## Palmarès

### Jeux olympiques
- 1984 à Los Angeles
  -  Médaille de bronze en quatre sans barreur[1]